# Georg von Holle (Landsknechtführer)
Georg Jürgen von Holle (* 1513/1514; † 1576 auf Haus Himmelreich, Friedewalde) war als Oberst Landsknechtführer.

## Familie
Seine Eltern waren der Drost Rudolf von Holle zu Hausberge (* 1465) und Gertrud (Kunigunde), geb. von Münchhausen a.d.H. Haddenhausen. Sein Vetter war Hilmar von Münchhausen, der als Söldnerführer zu seinem engsten Waffengefährten wurde. Holle wurde am Hofe des sächsischen Kurfürsten Friedrich des Weisen ausgebildet.
1537 heiratete er Gertrud von Horne, die Erbtochter von Claus von Horne und Gertrud, geb. Staël zu Sutthausen. Die Herren von Horne hatten um 1400 in Lengerich (Westfalen), unterhalb der Burg Tecklenburg die Burganlage Haus Marck erbaut. Im Jahr 1539 wurde ihre Tochter Catharina von Holle (a.d.H. Himmelreich) geboren.

## Militärische Karriere

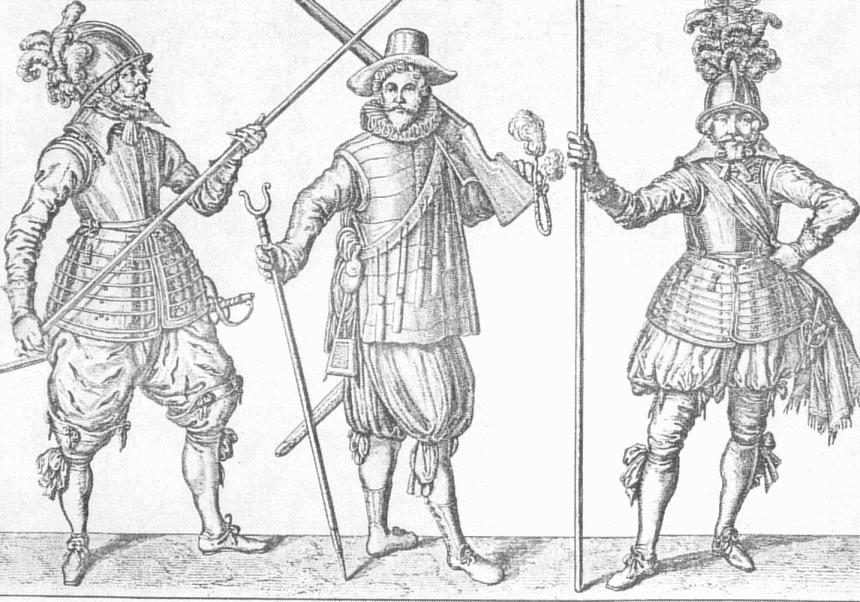
Drei Landsknechte

Holle folgte 1542 Friedrich mit zwei Fähnlein Fußvolk gegen den Herzog Heinrich II. (Braunschweig-Wolfenbüttel) und hatte seit 1543 wahrscheinlich schon Christoph von Wrisberg in der Rhodeschen(?) Fehde gegen den Bremer Erzbischof Christoph von Braunschweig-Lüneburg gedient. 1545 war er als Oberst mit sechs Fähnlein unter Wrisberg im Dienste des Bremer Erzbischofs Christoph und fiel vom Wursten aus in schmählichem Friedebruch in Hadeln ein, das vollständig verheert wurde. Von Hadeln aus folgte er dem Herzog Heinrich d. J. von Braunschweig bis zu dessen Gefangennahme durch Landgraf Philipp bei Höckelheim.
1546/47, zum Schmalkaldischen Krieg, warb Kaiser Karl V. durch den Grafen von Büren ihn und Hilmar von Münchhausen direkt an. Sie brachten 24 Fähnlein und 4000 Reiter zusammen und schlugen die Schlacht bei Mühlberg 1547 mit, nach welcher Hilmar entlassen wurde. 1548 hielt Holle mit 12 Fähnlein Frankfurt am Main für den Kaiser besetzt. 1552 versuchte er im Auftrag Karls V., den Markgrafen Albrecht von Brandenburg-Kulmbach aus Trier zu werfen, wobei er geschlagen wurde. Gleich darauf erstürmte er gegen die Franzosen Thérouanne in Flandern und verlor dabei ein Auge durch einen Schuss. Mit Münchhausen focht er im August 1557 in der Schlacht bei St. Quentin auf spanischer Seite gegen die Franzosen, wo die von Coligny verteidigte Festung zuerst von den deutschen Obristen Schwendi und Hastatt, dann von Münchhausen und Holle berannt, eingenommen und ausgeplündert wurde.
1560 verpflichtete der dänische König Friedrich II. die bewährten Söldnerführer Holle und Münchhausen für einen Krieg gegen Schweden, den sogenannten Dreikronenkrieg. Binnen kurzem hatten sie mehr als 20.000 Landsknechte zusammengebracht und marschierten 1561 in Südschweden ein; die Seefeste Älvsborg wurde erfolgreich belagert, aber dieses – größte und selbständigste – Unternehmen der beiden geriet dann in den Weiten Südschwedens zu einem Fehlschlag, weil es weder Nachschub noch Geld noch Quartiere gab und obendrein eine Seuche ausbrach.

## Besitztümer

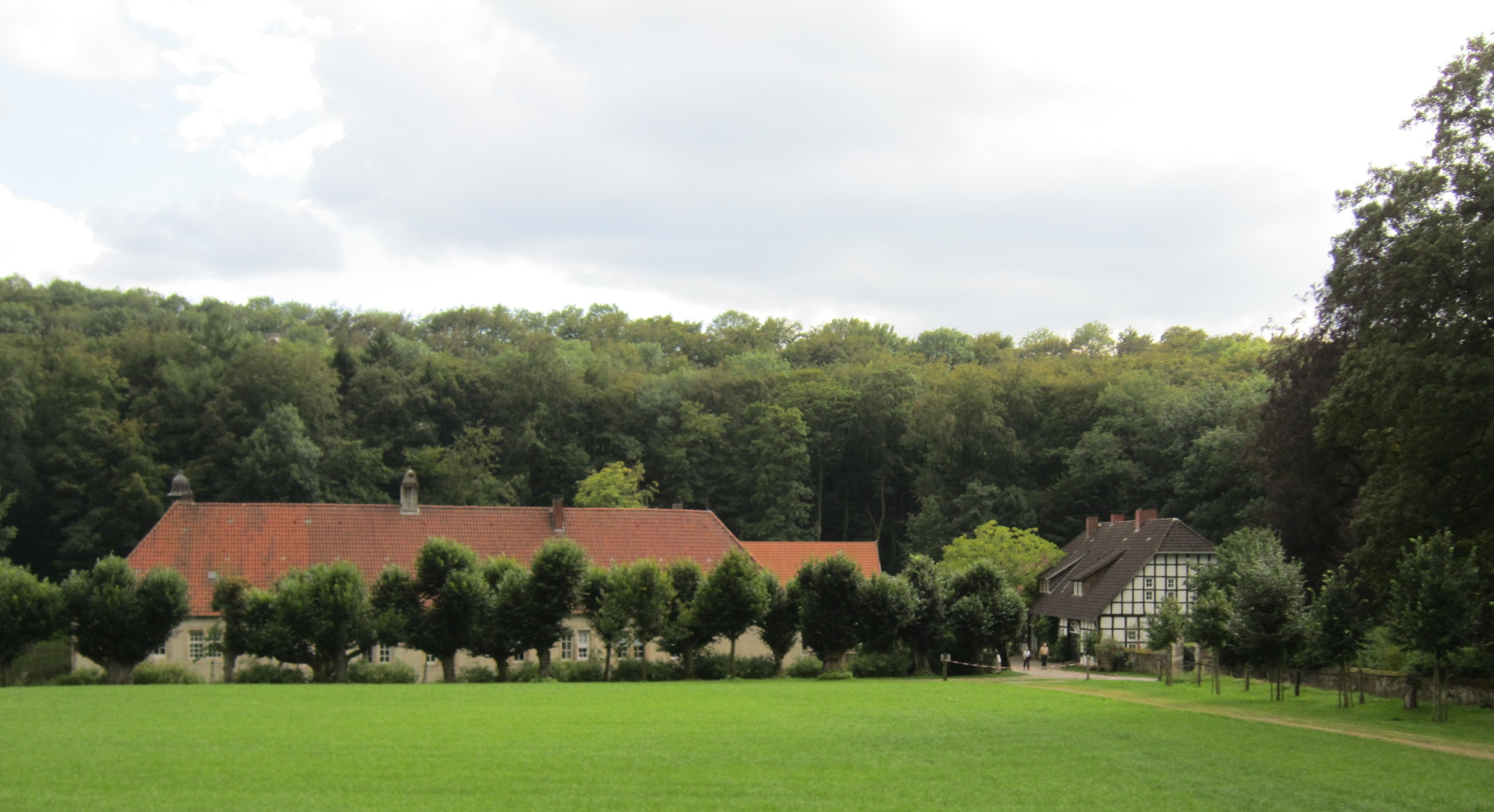
Haus Marck

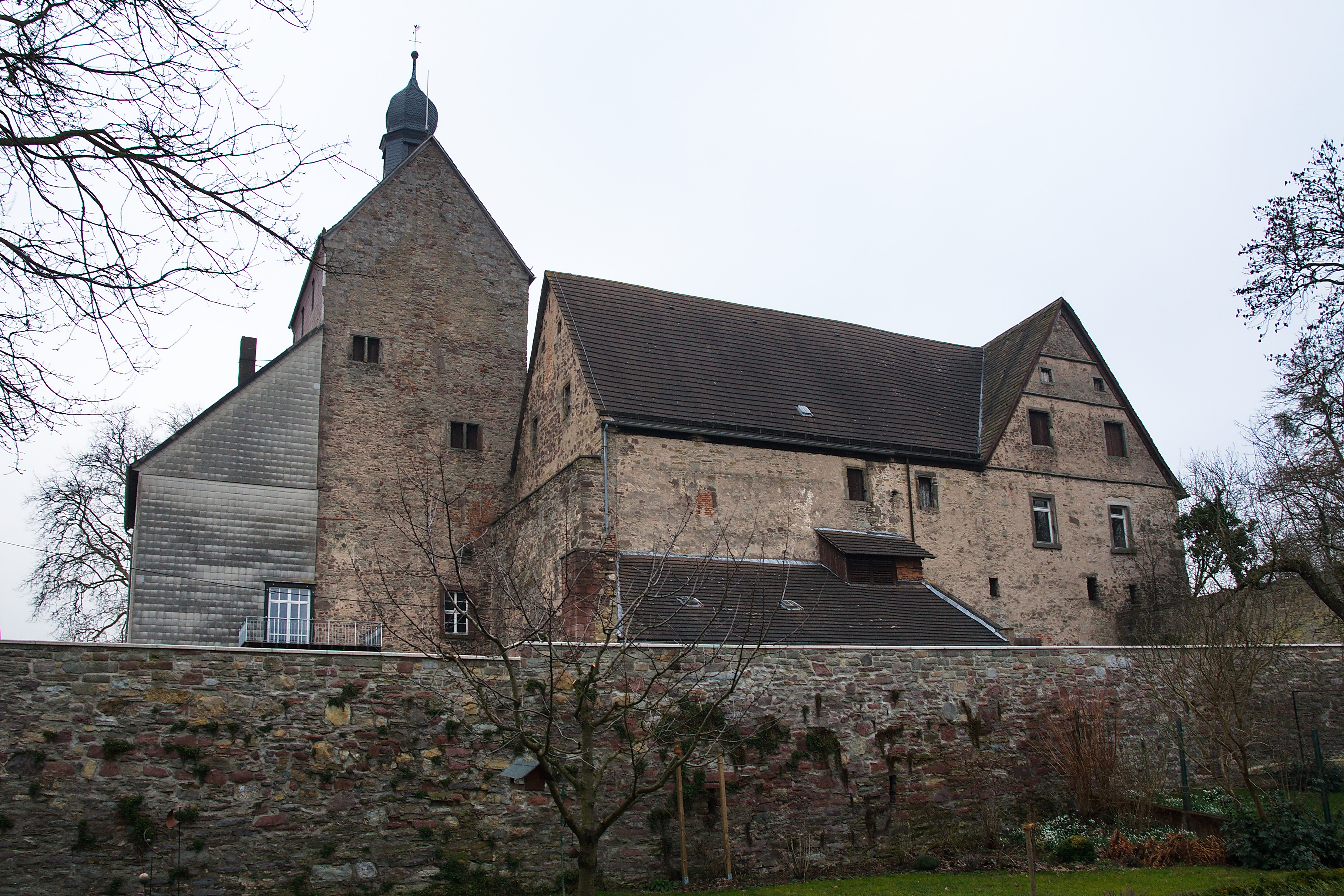
Schloss Grohnde

Georg von Holle war Pfandinhaber von Schloss Grohnde, das vor ihm die Münchhausens innehatten und später auch wieder übernahmen. Um 1550 fiel ihm Haus Marck zu. Um 1550 erbaute er die Wasserburg Haus Himmelreich in Friedewalde. 1562–65 ließ er Haus Marck zu einem vierflügeligen Renaissanceschloss mit zweistöckigem Herrenhaus und Ecktürmen ausbauen. 1565 kaufte er Gut Velpe. Der verarmte Vorbesitzer wurde Vogt in Lengerich.
Georg von Holle wurde in Minden in der St. Marien-Kirche beigesetzt, wo ein großes Epitaph an ihn erinnert.